# Rally dell'Acropoli 2022
Il Rally dell'Acropoli 2022, ufficialmente denominato 66th EKO Acropolis Rally Greece, è stata la decima prova del campionato del mondo rally 2022 nonché la sessantaseiesima edizione del Rally dell'Acropoli e la quarantesima con valenza mondiale. La manifestazione si è svolta dall'8 all'11 settembre sugli sterrati rocciosi che attraversano le zone montuose della Grecia Centrale con base a Lamia, dove fu allestito anche il parco assistenza per tutti i concorrenti; la prima prova super speciale si disputò invece nella capitale Atene, circa 200 km a sud-est di Lamia.
L'evento è stato dominato dalla squadra ufficiale Hyundai, la quale è riuscita a piazzare le sue i20 N Rally1 nei primi tre posti per la prima volta nella sua storia; la vittoria è andata infatti al belga Thierry Neuville, navigato dal connazionale Martijn Wydaeghe, davanti alla coppia estone formata da Ott Tänak e Martin Järveoja e a quella spagnola composta da Dani Sordo e Cándido Carrera; per l'equipaggio belga si trattò della prima vittoria stagionale nonché la sedicesima in carriera per Neuville e la terza per Wydaeghe, mentre il binomio spagnolo conquistò il terzo podio dell'anno su tre gare disputate; Tänak e Järveoja invece con il secondo posto ottenuto ridussero lo svantaggio nei confronti dei leader delle classifiche mondiali Kalle Rovanperä e Jonne Halttunen, giunti al traguardo in tredicesima posizione, i quali poterono tuttavia contare ancora su un cospicuo margine di 53 punti a tre gare dal termine.
I finlandesi Emil Lindholm e Reeta Hämäläinen, su Škoda Fabia Rally2 Evo della squadra Toksport WRT 2, hanno invece conquistato il successo nel campionato WRC-2, il secondo per loro sia in stagione che in carriera; il paraguayano Diego Dominguez Jr. e lo spagnolo Rogelio Peñate, su Ford Fiesta Rally3, hanno invece primeggiato nella serie WRC-3.
In Grecia si disputava inoltre la quinta e conclusiva prova del campionato Junior WRC (chiamato anche WRC-3 Junior), vinta dall'estone Robert Virves e dalla svedese Julia Thulin; il campionato piloti fu pertanto conquistato dallo stesso Virves mentre il titolo copiloti andò all'irlandese Brian Hoy, facente parte di un differente equipaggio.

## Dati della prova
| Denominazione ufficiale             | EKO Acropolis Rally Greece                                  |
| Edizione N°                         | 66                                                          |
| Tappa N°                            | 10 di 13                                                    |
| Data manifestazione                 | da giovedì 08/09/2022 a domenica 11/09/2022                 |
| Sede ospitante                      | Lamia (Ftiotide, Grecia Centrale)                           |
| Sede del parco assistenza           | Lamia National Trade Fair, Lamia                            |
| Superficie                          | Terra                                                       |
| Direttore di gara                   | Anita Passalis                                              |
| Iscritti                            | 68                                                          |
| Partiti                             | 67                                                          |
| Arrivati                            | 53 (79,1%)                                                  |
| Prove speciali                      | 16                                                          |
| Prova più breve                     | 1,95 km (PS1: EKO SSS Olympic Stadium)                      |
| Prova più lunga                     | 33,20 km (PS8 e PS11: Pyrgos)                               |
| Prova più lenta                     | velocità media di 59,29 km/h (PS1: EKO SSS Olympic Stadium) |
| Prova più veloce                    | velocità media di 105,90 km/h (PS5: Dafni)                  |
| Lunghezza prove speciali            | 303,30 km (25,5% della distanza totale)                     |
| Lunghezza complessiva trasferimenti | 886,12 km                                                   |
| Distanza totale                     | 1189,42 km                                                  |
| Media oraria del vincitore          | velocità media di 84,7 km/h (303,30 km in 3h34'52"0)        |

## Itinerario
Novità dell'edizione 2022:
- Si ritornò a gareggiare nello Stadio Olimpico di Atene, già sede delle olimpiadi di Atene 2004, dove si svolse la prima prova super speciale del giovedì sera; in precedenza il noto impianto ospitò il rally nel 2005 e nel 2006
- Le prova speciale del venerdì Dafni, che contiene tratti che non venivano utilizzati dal 1995, e quella della domenica Elatia Regini, erano indeite; Perivoli invece, non veniva disputata dall'edizione 2005;
- L'ultima giornata di gara non si svolse più all'interno del circuito di Spa-Francorchamps come nel 2021 e l'itinerario del rally si svolse interamente nella zona di Ypres;
- La speciale Eleftherohori venne inoltre designata come power stage al posto della prova Tarzan, spostata al sabato.

| Frazione            | Prova  | Ora    | Nome                                | Lunghezza | Totale    |
| ------------------- | ------ | ------ | ----------------------------------- | --------- | --------- |
| Frazione 1 (8 set)  | PS1    | 20:08  | EKO SSS Olympic Stadium             | 1,95 km   | 1,95 km   |
|                     |        |        |                                     |           |           |
| Frazione 2 (9 set)  | PS2    | 07:53  | Loutraki 1                          | 17,95 km  | 110,26 km |
| Frazione 2 (9 set)  | PS3    | 08:46  | Harvati                             | 14,42 km  | 110,26 km |
| Frazione 2 (9 set)  | PS4    | 11:29  | Loutraki 2                          | 17,95 km  | 110,26 km |
| Frazione 2 (9 set)  | PS5    | 13:12  | Dafni                               | 13,99 km  | 110,26 km |
| Frazione 2 (9 set)  |        | 14:32  | Cambio gomme – Aliartos             | –         | 110,26 km |
| Frazione 2 (9 set)  | PS6    | 15:15  | Livadia                             | 21,03 km  | 110,26 km |
| Frazione 2 (9 set)  | PS7    | 17:53  | Bauxites                            | 22,97 km  | 110,26 km |
| Frazione 2 (9 set)  |        | 19:43  | Assistenza (flexi) – Lamia (45 min) | –         | 110,26 km |
|                     |        |        |                                     |           |           |
| Frazione 3 (10 set) |        | 07:15  | Assistenza – Lamia (15 min)         | –         | 147,98 km |
| Frazione 3 (10 set) | PS8    | 08:33  | Pyrgos 1                            | 33,20 km  | 147,98 km |
| Frazione 3 (10 set) | PS9    | 09:34  | Perivoli 1                          | 17,42 km  | 147,98 km |
| Frazione 3 (10 set) | PS10   | 11:08  | Tarzan 1                            | 23,37 km  | 147,98 km |
| Frazione 3 (10 set) |        | 13:00  | Assistenza (flexi) – Lamia (30 min) | –         | 147,98 km |
| Frazione 3 (10 set) | PS11   | 14:33  | Pyrgos 2                            | 33,20 km  | 147,98 km |
| Frazione 3 (10 set) | PS12   | 15:34  | Perivoli 2                          | 17,42 km  | 147,98 km |
| Frazione 3 (10 set) | PS13   | 17:08  | Tarzan 2                            | 23,37 km  | 147,98 km |
| Frazione 3 (10 set) |        | 18:36  | Assistenza (flexi) – Lamia (45 min) | –         | 147,98 km |
|                     |        |        |                                     |           |           |
| Frazione 4 (11 set) |        | 08:10  | Assistenza – Lamia (15 min)         | –         | 45,06 km  |
| Frazione 4 (11 set) | PS14   | 09:08  | Eleftherohori 1                     | 16,90 km  | 45,06 km  |
| Frazione 4 (11 set) | PS15   | 10:11  | Elatia-Rengini                      | 11,26 km  | 45,06 km  |
| Frazione 4 (11 set) |        | 12:20  | Assistenza – Lamia (15 min)         | –         | 45,06 km  |
| Frazione 4 (11 set) | PS16   | 13:18  | Eleftherohori 2 (power stage)       | 16,90 km  | 45,06 km  |
| Totale              | Totale | Totale | Totale                              | Totale    | 303,30 km |

## Risultati

### Classifica
| Pos.         | Nº       | Pilota                  | Co-pilota              | Auto                   | Squadra                          | Classe/Validità | Tempo     | Distacco | Punti    |
| Generale     | Generale | Generale                | Generale               | Generale               | Generale                         | Generale        | Generale  | Generale | Generale |
| ------------ | -------- | ----------------------- | ---------------------- | ---------------------- | -------------------------------- | --------------- | --------- | -------- | -------- |
| 1.           | 11       | Thierry Neuville        | Martijn Wydaeghe       | Hyundai i20 N Rally1   | Hyundai Shell Mobis WRT          | WRC             | 3h34'52"0 | –        | 25       |
| 2.           | 8        | Ott Tänak               | Martin Järveoja        | Hyundai i20 N Rally1   | Hyundai Shell Mobis WRT          | WRC             | 3h35'07"0 | +15"0    | 23       |
| 3.           | 6        | Dani Sordo              | Cándido Carrera        | Hyundai i20 N Rally1   | Hyundai Shell Mobis WRT          | WRC             | 3h36'41"7 | +1'49"7  | 15       |
| 4.           | 7        | Pierre-Louis Loubet     | Vincent Landais        | Ford Puma Rally1       | M-Sport Ford WRT                 | WRC             | 3h38'34"2 | +3'42"2  | 12       |
| 5.           | 42       | Craig Breen             | Paul Nagle             | Ford Puma Rally1       | M-Sport Ford WRT                 | WRC             | 3h39'01"0 | +4'09"0  | 13       |
| 6.           | 18       | Takamoto Katsuta        | Aaron Johnston         | Toyota GR Yaris Rally1 | Toyota Gazoo Racing WRT NG       | WRC             | 3h41'13"1 | +6'21"1  | 8        |
| 7.           | 25       | Emil Lindholm           | Reeta Hämäläinen       | Škoda Fabia Rally2 Evo | Toksport WRT 2                   | WRC-2           | 3h42'38"6 | +7'46"6  | 6        |
| 8.           | 23       | Nikolaj Grjazin         | Konstantin Aleksandrov | Škoda Fabia Rally2 Evo | Toksport WRT 2                   | WRC-2           | 3h43'14"7 | +8'22"7  | 4        |
| 9.           | 50       | Alexandros Tsouloftas   | Ross Whittock          | Volkswagen Polo GTI R5 | -                                | WRC-2           | 3h45'45"8 | +10'53"8 | 2        |
| 10.          | 24       | Eyvind Brynildsen       | Roger Eilertsen        | Škoda Fabia Rally2 Evo | Toksport WRT                     | WRC-2           | 3h45'48"7 | +10'56"7 | 1        |
| ...          | ...      | ...                     | ...                    | ...                    | ...                              | ...             | ...       | ...      | ...      |
| 15.          | 69       | Kalle Rovanperä         | Jonne Halttunen        | Toyota GR Yaris Rally1 | Toyota Gazoo Racing WRT          | WRC             | 3h51'41"0 | +16'49"0 | 4        |
| ...          | ...      | ...                     | ...                    | ...                    | ...                              | ...             | ...       | ...      | ...      |
| 22.          | 4        | Esapekka Lappi          | Janne Ferm             | Toyota GR Yaris Rally1 | Toyota Gazoo Racing WRT          | WRC             | 3h59'31"0 | +24'39"0 | 1        |
| ...          | ...      | ...                     | ...                    | ...                    | ...                              | ...             | ...       | ...      | ...      |
| 29.          | 44       | Gus Greensmith          | Jonas Andersson        | Ford Puma Rally1       | M-Sport Ford WRT                 | WRC             | 4h06'26"4 | +31'34"4 | 2        |
| WRC-2        |          |                         |                        |                        |                                  |                 |           |          |          |
| 1. (7.)      | 25       | Emil Lindholm           | Reeta Hämäläinen       | Škoda Fabia Rally2 Evo | Toksport WRT 2                   | WRC-2           | 3h42'38"6 | –        | 25       |
| 2. (8.)      | 23       | Nikolaj Grjazin         | Konstantin Aleksandrov | Škoda Fabia Rally2 Evo | Toksport WRT 2                   | WRC-2           | 3h43'14"7 | +36"1    | 18       |
| 3. (9.)      | 50       | Alexandros Tsouloftas   | Ross Whittock          | Volkswagen Polo GTI R5 | -                                | WRC-2           | 3h45'45"8 | +3'07"2  | 16       |
| 4. (10.)     | 24       | Eyvind Brynildsen       | Roger Eilertsen        | Škoda Fabia Rally2 Evo | Toksport WRT                     | WRC-2           | 3h45'48"7 | +3'10"1  | 12       |
| 5. (11.)     | 29       | Fabrizio Zaldivar       | Marcelo Der Ohannesian | Hyundai i20 N Rally2   | Hyundai Motorsport N             | WRC-2           | 3h47'57"6 | +5'19"0  | 10       |
| 6. (12.)     | 30       | Gaurav Gill             | Gabriel Morales        | Škoda Fabia R5         | -                                | WRC-2           | 3h50'27"7 | +7'49"1  | 8        |
| 7. (13.)     | 20       | Andreas Mikkelsen       | Torstein Eriksen       | Škoda Fabia Rally2 Evo | Toksport WRT                     | WRC-2           | 3h50'32"4 | +7'53"8  | 9        |
| 8. (14.)     | 32       | Martin Prokop           | Michal Ernst           | Ford Fiesta Rally2     | -                                | WRC-2           | 3h50'51"8 | +8'13"2  | 4        |
| 9. (16.)     | 49       | Lambros Athanassoulas   | Nikolaos Zakheos       | Hyundai i20 N Rally2   | -                                | WRC-2           | 3h52'06"8 | +9'28"2  | 2        |
| 10. (17.)    | 22       | Teemu Suninen           | Mikko Markkula         | Hyundai i20 N Rally2   | Hyundai Motorsport N             | WRC-2           | 3h52'55"6 | +10'17"0 | 3        |
| WRC-3        |          |                         |                        |                        |                                  |                 |           |          |          |
| 1. (26.)     | 64       | Diego Dominguez Jr.     | Rogelio Peñate         | Ford Fiesta Rally3     | -                                | WRC-3           | 4h02'20"1 | –        | 25       |
| 2. (27.)     | 62       | William Creighton       | Liam Regan             | Ford Fiesta Rally3     | Motorsport Ireland Rally Academy | WRC-3           | 4h03'09"7 | +49"6    | 18       |
| 3. (28.)     | 65       | Epaminondas Karanikolas | Giorgos Kakavas        | Ford Fiesta Rally3     | -                                | WRC-3           | 4h03'54"1 | +1'34"0  | 15       |
| 4. (38.)     | 66       | Panos Ismailos          | Allan Harryman         | Ford Fiesta Rally3     | -                                | WRC-3           | 4h25'46"7 | +23'26"6 | 12       |
| WRC-3 Junior |          |                         |                        |                        |                                  |                 |           |          |          |
| 1. (19.)     | 66       | Robert Virves           | Julia Thulin           | Ford Fiesta Rally3     | Starter Energy Racing            | WRC-3 J         | 3h55'38"4 | –        | 54/29    |
| 2. (20.)     | 59       | Jon Armstrong           | Brian Hoy              | Ford Fiesta Rally3     | -                                | WRC-3 J         | 3h55'55"9 | +17'5    | 42       |
| 3. (27.)     | 62       | William Creighton       | Liam Regan             | Ford Fiesta Rally3     | Motorsport Ireland Rally Academy | WRC-3 J         | 4h03'09"7 | +7'31"3  | 30       |
| 4. (37.)     | 63       | Mcrae Kimathi           | Mwangi Kioni           | Ford Fiesta Rally3     | -                                | WRC-3 J         | 4h25'33"9 | +29'55"5 | 24       |
| 5. (43.)     | 58       | Sami Pajari             | Enni Mälkönen          | Ford Fiesta Rally3     | -                                | WRC-3 J         | 4h37'55"7 | +42'17"3 | 26       |
| 6. (47.)     | 61       | Lauri Joona             | Mikael Korhonen        | Ford Fiesta Rally3     | -                                | WRC-3 J         | 4h47'50"8 | +52'12"4 | 16       |

| Principali ritiri | Principali ritiri | Principali ritiri  | Principali ritiri | Principali ritiri      | Principali ritiri       | Principali ritiri | Principali ritiri        | Principali ritiri |
| PS                | Nº                | Pilota             | Copilota          | Auto                   | Squadra                 | Classe            | Causa                    | Pos.              |
| ----------------- | ----------------- | ------------------ | ----------------- | ---------------------- | ----------------------- | ----------------- | ------------------------ | ----------------- |
| PS 8              | 26                | Chris Ingram       | Craig Drew        | Škoda Fabia Rally2 Evo | -                       | WRC-2             | Capottamento             | 25º               |
| PS 9              | 19                | Sébastien Loeb     | Isabelle Galmiche | Ford Puma Rally1       | M-Sport Ford WRT        | WRC               | Cinghia dell'alternatore | 1º                |
| PS 11             | 9                 | Jourdan Serderidis | Frédéric Miclotte | Ford Puma Rally1       | M-Sport Ford WRT        | WRC               | Problemi elettrici       | 23º               |
| PS 14             | 33                | Elfyn Evans        | Scott Martin      | Toyota GR Yaris Rally1 | Toyota Gazoo Racing WRT | WRC               | Turbocompressore         | 4º                |
| PS 16             | 21                | Yohan Rossel       | Valentin Sarreaud | Citroën C3 Rally2      | PH Sport                | WRC-2             | Capottamento             | 9º                |

Legenda
| Icona   | Note                                                                                     |
| ------- | ---------------------------------------------------------------------------------------- |
| WRC     | Equipaggio di classe Rally1 che può conquistare punti per il campionato costruttori.     |
| WRC     | Equipaggio di classe Rally1 che non può conquistare punti per il campionato costruttori. |
| WRC-2   | Equipaggio di classe RC2 registrato al campionato WRC-2.                                 |
| WRC-3   | Equipaggio di classe RC3 registrato al campionato WRC-3.                                 |
| WRC-3 J | Equipaggio di classe RC3 registrato al campionato WRC-3 Junior.                          |
|         | Ulteriori classificazioni                                                                |

### Prove speciali
| Frazione            | Prova | Ora   | Nome                          | Lunghezza | Vincitori                           | Tempo   | Velocità media | Leader del rally                    |
| ------------------- | ----- | ----- | ----------------------------- | --------- | ----------------------------------- | ------- | -------------- | ----------------------------------- |
| Frazione 1 (8 set)  | PS1   | 20:08 | EKO SSS Olympic Stadium       | 1,95 km   | Thierry Neuville Martijn Wydaeghe   | 1'58"4  | 59,3 km/h      | Thierry Neuville Martijn Wydaeghe   |
|                     |       |       |                               |           |                                     |         |                |                                     |
| Frazione 2 (9 set)  | PS2   | 07:53 | Loutraki 1                    | 17,95 km  | Sébastien Loeb Isabelle Galmiche    | 12'26"8 | 86,5 km/h      | Sébastien Loeb Isabelle Galmiche    |
| Frazione 2 (9 set)  | PS3   | 08:46 | Harvati                       | 14,42 km  | Sébastien Loeb Isabelle Galmiche    | 10'34"8 | 81,8 km/h      | Sébastien Loeb Isabelle Galmiche    |
| Frazione 2 (9 set)  | PS4   | 11:29 | Loutraki 2                    | 17,95 km  | Esapekka Lappi Janne Ferm           | 12'06"9 | 88,9 km/h      | Sébastien Loeb Isabelle Galmiche    |
| Frazione 2 (9 set)  | PS5   | 13:12 | Dafni                         | 13,99 km  | Pierre-Louis Loubet Vincent Landais | 7'55"6  | 105,9 km/h     | Pierre-Louis Loubet Vincent Landais |
| Frazione 2 (9 set)  | PS6   | 15:15 | Livadia                       | 21,03 km  | Pierre-Louis Loubet Vincent Landais | 13'01"3 | 96,9 km/h      | Pierre-Louis Loubet Vincent Landais |
| Frazione 2 (9 set)  | PS7   | 17:53 | Bauxites                      | 22,97 km  | Sébastien Loeb Isabelle Galmiche    | 13'50"5 | 99,6 km/h      | Sébastien Loeb Isabelle Galmiche    |
|                     |       |       |                               |           |                                     |         |                | Sébastien Loeb Isabelle Galmiche    |
| Frazione 3 (10 set) | PS8   | 08:33 | Pyrgos 1                      | 33,20 km  | Ott Tänak Martin Järveoja           | 25'06"1 | 79,4 km/h      | Sébastien Loeb Isabelle Galmiche    |
| Frazione 3 (10 set) | PS9   | 09:34 | Perivoli 1                    | 17,42 km  | Thierry Neuville Martijn Wydaeghe   | 14'54"7 | 70,1 km/h      | Thierry Neuville Martijn Wydaeghe   |
| Frazione 3 (10 set) | PS10  | 11:08 | Tarzan 1                      | 23,37 km  | Thierry Neuville Martijn Wydaeghe   | 17'13"6 | 81,4 km/h      | Thierry Neuville Martijn Wydaeghe   |
| Frazione 3 (10 set) | PS11  | 14:33 | Pyrgos 2                      | 33,20 km  | Ott Tänak Martin Järveoja           | 24'54"1 | 80,0 km/h      | Thierry Neuville Martijn Wydaeghe   |
| Frazione 3 (10 set) | PS12  | 15:34 | Perivoli 2                    | 17,42 km  | Dani Sordo Cándido Carrera          | 14'50"1 | 70,5 km/h      | Thierry Neuville Martijn Wydaeghe   |
| Frazione 3 (10 set) | PS13  | 17:08 | Tarzan 2                      | 23,37 km  | Ott Tänak Martin Järveoja           | 16'50"8 | 83,2 km/h      | Thierry Neuville Martijn Wydaeghe   |
|                     |       |       |                               |           |                                     |         |                | Thierry Neuville Martijn Wydaeghe   |
| Frazione 3 (11 set) | PS14  | 09:08 | Eleftherohori 1               | 16,90 km  | Ott Tänak Martin Järveoja           | 10'05"3 | 100,5 km/h     | Thierry Neuville Martijn Wydaeghe   |
| Frazione 3 (11 set) | PS15  | 10:11 | Elatia-Rengini                | 11,26 km  | Thierry Neuville Martijn Wydaeghe   | 8'00"6  | 84,3 km/h      | Thierry Neuville Martijn Wydaeghe   |
| Frazione 3 (11 set) | PS16  | 13:18 | Eleftherohori 2 (power stage) | 16,90 km  | Ott Tänak Martin Järveoja           | 9'54"5  | 102,3 km/h     | Thierry Neuville Martijn Wydaeghe   |

### Power stage
PS16: Eleftherohori 2 di 16,90 km, disputatasi domenica 11 settembre 2022 alle ore 13:18 (UTC+3).
| Pos. | No. | Pilota          | Copilota        | Auto                   | Squadra                 | Classe | Tempo   | Distacco | PP | PC |
| ---- | --- | --------------- | --------------- | ---------------------- | ----------------------- | ------ | ------- | -------- | -- | -- |
| 1    | 8   | Ott Tänak       | Martin Järveoja | Hyundai i20 N Rally1   | Hyundai Shell Mobis WRT | Rally1 | 9'54"5  | –        | 5  | 5  |
| 2    | 69  | Kalle Rovanperä | Jonne Halttunen | Toyota GR Yaris Rally1 | Toyota Gazoo Racing WRT | Rally1 | 9'57"5  | +3"0     | 4  | 4  |
| 3    | 42  | Craig Breen     | Paul Nagle      | Ford Puma Rally1       | M-Sport Ford WRT        | Rally1 | 10'00"9 | +6"4     | 3  | 3  |
| 4    | 44  | Gus Greensmith  | Jonas Andersson | Ford Puma Rally1       | M-Sport Ford WRT        | Rally1 | 10'05"9 | +11"4    | 2  | 2  |
| 5    | 4   | Esapekka Lappi  | Janne Ferm      | Toyota GR Yaris Rally1 | Toyota Gazoo Racing WRT | Rally1 | 10'07"1 | +12"6    | 1  | 1  |

## Classifiche mondiali
Classifica piloti
| Pos. | Pos. | Pilota                | Punti |
| ---- | ---- | --------------------- | ----- |
| 1    |      | Kalle Rovanperä       | 207   |
| 2    |      | Ott Tänak             | 154   |
| 3    | 1    | Thierry Neuville      | 131   |
| 4    | 1    | Elfyn Evans           | 116   |
| 5    |      | Takamoto Katsuta      | 100   |
| 6    |      | Craig Breen           | 77    |
| 7    |      | Esapekka Lappi        | 58    |
| 8    | 2    | Dani Sordo            | 49    |
| 9    | 2    | Gus Greensmith        | 36    |
| 10   | 2    | Sébastien Loeb        | 35    |
| 11   | 2    | Sébastien Ogier       | 34    |
| 12   | 2    | Pierre-Louis Loubet   | 30    |
| 13   | 1    | Andreas Mikkelsen     | 25    |
| 14   | 1    | Oliver Solberg        | 21    |
| 15   | 3    | Emil Lindholm         | 14    |
| 16   | 1    | Yohan Rossel          | 11    |
| 17   | 2    | Nikolaj Grjazin       | 11    |
| 18   | 2    | Adrien Fourmaux       | 9     |
| 19   | 2    | Stéphane Lefebvre     | 8     |
| 20   |      | Jourdan Serderidis    | 6     |
| 21   |      | Kajetan Kajetanowicz  | 6     |
| 22   |      | Jari Huttunen         | 5     |
| 23   |      | Ole Christian Veiby   | 4     |
| 24   |      | Chris Ingram          | 2     |
| 25   |      | Erik Cais             | 2     |
| 26   |      | Teemu Suninen         | 2     |
| 27   |      | Jan Solans            | 2     |
| 28   | N    | Alexandros Tsouloftas | 2     |
| 29   | 1    | Egon Kaur             | 2     |
| 30   | N    | Eyvind Brynildsen     | 1     |

Classifica copiloti
| Pos. | Pos. | Pilota                 | Punti |
| ---- | ---- | ---------------------- | ----- |
| 1    |      | Jonne Halttunen        | 207   |
| 2    |      | Martin Järveoja        | 154   |
| 3    | 1    | Martijn Wydaeghe       | 131   |
| 4    | 1    | Scott Martin           | 116   |
| 5    |      | Aaron Johnston         | 100   |
| 6    |      | Paul Nagle             | 77    |
| 7    |      | Janne Ferm             | 58    |
| 8    | 2    | Cándido Carrera        | 49    |
| 9    | 2    | Jonas Andersson        | 36    |
| 10   | 2    | Isabelle Galmiche      | 35    |
| 11   | 2    | Benjamin Veillas       | 34    |
| 12   | 2    | Vincent Landais        | 30    |
| 13   | 1    | Torstein Eriksen       | 25    |
| 14   | 1    | Elliott Edmondson      | 21    |
| 15   | 3    | Reeta Hämäläinen       | 14    |
| 16   | 1    | Valentin Sarreaud      | 11    |
| 17   | 2    | Konstantin Aleksandrov | 11    |
| 18   | 2    | Alexandre Coria        | 9     |
| 19   | 2    | Andy Malfoy            | 8     |
| 20   |      | Frédéric Miclotte      | 6     |
| 21   |      | Maciej Szczepaniak     | 6     |
| 22   |      | Mikko Lukka            | 5     |
| 23   |      | Stig Rune Skjærmoen    | 4     |
| 24   |      | Craig Drew             | 2     |
| 25   |      | Petr Těšínský          | 2     |
| 26   | N    | Ross Whittock          | 2     |
| 27   | 1    | Mikko Markkula         | 2     |
| 28   | 1    | Rodrigo Sanjuan        | 2     |
| 29   | 1    | Silver Simm            | 2     |
| 30   | N    | Roger Eilertsen        | 1     |

Classifica costruttori WRC
| Pos. | Pos. | Squadra                    | Punti |
| ---- | ---- | -------------------------- | ----- |
| 1    |      | Toyota Gazoo Racing WRT    | 404   |
| 2    |      | Hyundai Shell Mobis WRT    | 341   |
| 3    |      | M-Sport Ford WRT           | 214   |
| 4    |      | Toyota Gazoo Racing WRT NG | 112   |